# Профилировка лица
Профилиро́вка лица́ — один из антропологических признаков строения головы (и черепа), определяющий степень выступания лица в вертикальной и горизонтальной плоскостях. Измеряется при помощи таких методик, как кефалометрия и краниометрия. В расовых классификациях является одним из основных признаков, определяющих характеристику больших рас, или рас первого порядка.

## Вертикальная профилировка
Вертикальная профилировка определяет степень выступания носовой и альвеолярной частей лица, а также лица в целом по удалённости точек сечения лица в сагиттальной плоскости, проходящей через верхушечную точку и назион, от вертикальной плоскости, которая проходит по касательной через наиболее сильно выступающую переднюю точку лобной кости — глабеллу. При этом положение лицевого скелета по отношению к мозговой части черепа определяется при взгляде в профиль. Различают три основных степени вертикальной профилировки лица:
- ортогнатизм — слабая степень выступания лица[5][6][7] (лицевой угол составляет от 85° до 92,9°)[8];
- мезогнатизм — средняя степень выступания лица[9][10] (лицевой угол составляет от 80° до 84,9°)[8];
- прогнатизм — сильная степень выступания лица[11][12][13] (лицевой угол составляет до 79,9°)[8].

Ортогнатизм является характерной чертой представителей европеоидной расы и значительной части монголоидов. Прогнатизм присущ представителям экваториальных рас, в первую очередь, негроидной расы. Мезогнатизм встречается в основном у представителей промежуточных и переходных рас.

## Горизонтальная профилировка
Горизонтальная профилировка выражается в разной степени клиногнатности/уплощённости лица и в разной степени уплощённости переносья. В первом случае определяется отношение в горизонтальных сечениях высот точек над линией, соединяющей латеральные точки. Во втором случае — наклон боковых стенок носа к плоскости лица. Оценка горизонтальной профилировки производится по трёхбалльной шкале.
Наибольшая уплощённость лица характерна для большинства представителей монголоидной расы. Хорошо профилированное лицо в горизонтальном сечении — у европеоидов. Сильная профилировка также характерна для восточноэкваториальных и некоторых переходных рас — эфиопской и южноиндийской.

## Признаки рас
Приблизительная характеристика больших и переходных рас по типу профилировки лица:
| раса                                                             | вертикальная профилировка                       | горизонтальная профилировка         |
| ---------------------------------------------------------------- | ----------------------------------------------- | ----------------------------------- |
| западные экваториалы (негроидная раса)                           | сильная, прогнатизм                             | средняя                             |
| восточные экваториалы (меланезийская и веддо-австралоидная расы) | сильная, прогнатизм                             | сильная, скулы скошены              |
| европеоидная                                                     | слабая, ортогнатизм                             | сильная, скулы скошены              |
| монголоидная                                                     | слабая или средняя, ортогнатизм или мезогнатизм | слабая, лицо уплощено               |
| восточноафриканская (эфиопская)                                  | средняя, мезогнатизм                            | сильная, скулы скошены              |
| полинезийская                                                    | средняя, мезогнатизм                            | средняя и ниже средней              |
| южноиндийская                                                    | средняя, мезогнатизм                            | сильная, скулы скошены              |
| американская                                                     | средняя, мезогнатизм                            | ниже средней, лицо заметно уплощено |